# 程用文
程用文（1965年7月—），湖北阳新人，1989年6月加入中国共产党，中华人民共和国政治人物。现任湖北省人民政府副省长。

## 生平
1982年9月，他进入咸宁地区财贸学校，学习企业财务管理专业。1984年8月毕业，在咸宁地区计划委员会参加工作。
2016年12月，程用文转任武汉市政府党组成员，2017年2月任副市长，同年5月晋升武汉市委常委兼任东湖新技术开发区党工委书记。2018年3月，程用文转任湖北省发展和改革委员会党组书记、主任。2021年1月22日，武汉市十四届人大常委会举行第三十五次会议，任命程用文为武汉市人民政府副市长、代理市长，接替辞职的周先旺。2月1日，武汉市第十四届人民代表大会第六次会议补选程用文为武汉市人民政府市长。2024年5月，任湖北省人民政府副省长。